# Daurer
Daurer var en svensk adelsätt i Stockholm med ursprung från Franken i Tyskland, utdöd 1722.
Apotekare Georg Daurer föddes 1590 och ägde apotek, först i Prag, där han gifte sig med Jakobina Erndle, som fötts där 1599 som dotter till kejsar Rudolfs hovapotekare Henrik Mathiasson Erndle. Paret flyttade sedan till Magdeburg. 
När Magdeburg intogs av en kejserlig armé, flyttade Georg och Jakobina till Hamburg 1631, där han 1660 avled. Hustrun avled 1668.
Deras son Georg Christian Daurer flyttade vid slutet av 1640-talet till Stockholm, där han av Jakob Jakobsson de Rees (1604–1650) köpte Apoteket Markattan (efter 1892 Leoparden), ett tidigt apotek som inrättades vid nuvarande Stora Nygatan 28 i Gamla stan, Stockholm. 
Georg Christian Daurer gifte sig med Maria van Schoting och paret drev tillsammans Apoteket.
Efter att Daurer gick bort 1664 drevs apoteket vidare av änkan Maria Dauerer, som redan under makens sista levnadsåren ansvarade hon för apotekets drift, eftersom han på grund av sjukdom var sängliggande. Markattan anses vara det andra, för offentligheten tillgängliga apotek som anlades i Stockholm, och Maria Dauerer anses vara Sveriges första kvinnliga apotekare. Maria Dauerer är också farmors farmor till Carl Michael Bellman som föddes 1740 i Daurerska malmgården. 
Deras äldsta son, Jakob Daurer var auskultant i Svea hovrätt 1674, kanslist och sekreterare över drottning Christinas underhållsländer, samt ägare av Daurerska huset-Daurerska malmgården. Han gifte sig 1686 med Catharina von Santen (1665–1743), dotter till Here von Santen, vinhandlare i Stockholm och hans hustru Maria Faggot.
Namnet Stora Daurerska huset härrör från Jacob Daurer (1649–1713). Han hade valt att bygga sin malmgård här uppe på Mariaberget för det goda klimatets skull.
Böldpesten grasserade i slutet av 1710-talet och skördade tusen personer i veckan och de som hade råd byggde och flyttade utanför staden. 
Jakob Daurer adlades 1701, och introducerades med samma namn på riddarhuset året efter på nummer 1383. Dauer avled 1713, och begravdes vid Maria kyrka, där hans vapen uppsattes.
Tre döttrar avled utan barn, dottern Christina Maria avled i barnsäng i Hamburg 1715,  en dotter avled i tioårsåldern, och ytterligare en dotter, Anna Juliana, dog ogift 1717 i Hamburg.
Två söner födda med bara ett års mellanrum, och gick bort ogifta 1722 med bara några månaders mellanrum, varpå adelsätten Daurer utslocknade i Stockholm.
Dottern Catharina Elisabet gifte sig med Johan Arendt Bellman (1664–1709), professor vid Uppsala universitet,  son till skräddarmästaren Martin Casten Bellman (släkten Bellman), och paret Bellman blev farfar och farmor till skalden Carl Michael Bellman. .